# Peter Hurford
Peter Hurford (* 22. November 1930 in Minehead, Somerset; † 3. März 2019) war ein britischer Organist und Komponist. 

## Leben
Hurford studierte sowohl Musik als auch Jura am Jesus College, Cambridge, und schloss beide Studiengänge erfolgreich ab. Insbesondere ist er als Organist hervorgetreten. Seine Interpretationen von Werken von Johann Sebastian Bach sind besonders bekannt, er spielte das gesamte Orgelwerk von Bach auf CD ein. Von 1958 bis 1978 war er Organist und Chorleiter an der Abtei von St Albans. 1963 begründete er das St Albans International Organ Festival. Von 1980 bis 1982 war er Präsident des Royal College of Organists.

## Werke
- Recital On The Organ Of St. Alban's Abbey (1963, Alpha Recording)
- French Organ Music (1964, Alpha)